# ThinkPad X300

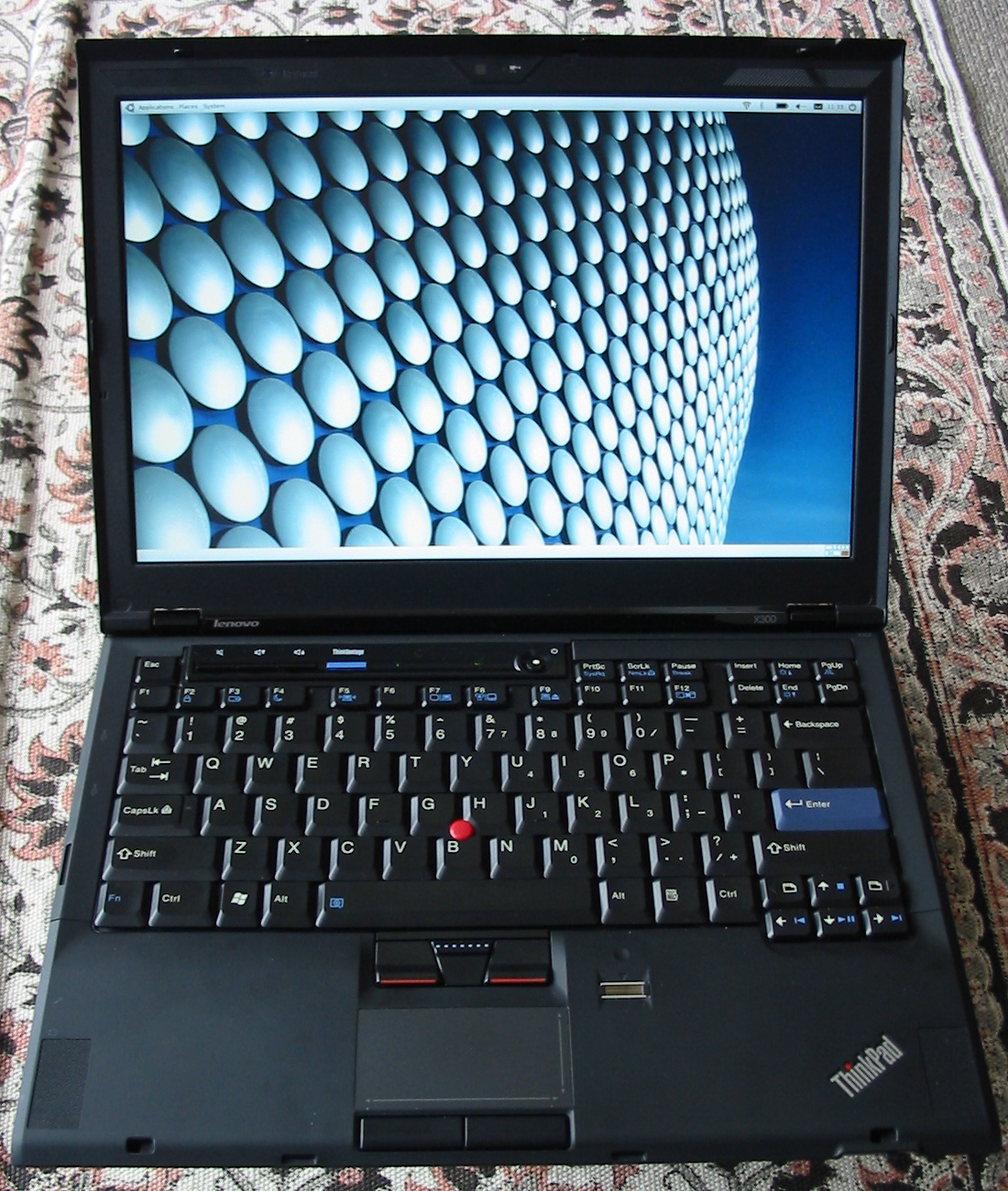
ThinkPad X300

ThinkPad X300是联想（Lenovo）公司研发制造的一款筆記型電腦，于2008年2月26日发布，属于联想ThinkPad产品线。在此產品發佈前不久，蘋果公司首次發佈了MacBook Air。由於ThinkPad X300同樣以輕巧、細少著稱，所以不少使用者以及媒体將联想的ThinkPad X300與苹果的MacBook Air相互对比。

## 研发历程
联想收购IBM PC事业部后，获得了ThinkPad产品线，但是不少用户特别是发烧级用户怀疑ThinkPad品质会因此下降。联想用了近两年时间来研发设计ThinkPad X300，用来证明其实力和品质没有降低。
ThinkPad X300的研发代号为“小太刀／Kodachi”，原意是武士使用的短小的日本刀。设计由联想负责公司形象及设计的副总裁大卫·希尔（David W. Hill）亲自操刀。希尔所在的位于美国罗利附近三角科技园区的罗利实验室主要从事概念设计和产品规划，而以内藤在正为首的位于日本东京的大和实验室的研发人员则将罗利的概念变成产品化的图纸，中国的研发人员负责选择合适的材料使图纸最终变成真正的产品。

### ThinkPad X300研发时间线[4]
- 2006年6月，希尔开始构想超薄笔记本电脑设计
- 2007年1月，研发代号为“Kodachi”的ThinkPad X300进入设计阶段
- 2007年4月，Kodachi项目被批准
- 2007年10月，固态硬盘供货商提供的解决方案出现问题
- 2007年12月，尽管此时品质审查表明Kodachi还没有准备好，12月10日仍然在中国开始了生产试验
- 2008年1月25日，ThinkPad X300一切就绪，开始正式生产
- 2008年2月1日，ThinkPad X300在网络上向零售商发布
- 2008年2月26日，ThinkPad X300正式发布

### 相近产品
ThinkPad X300仍然被标为X轻薄系列的产品，但是与12.1吋屏幕的ThinkPad X61系列有着很大区别，因此不能被认为是X61的继任产品。有消息说联想已经准备好了整套的产品线，除ThinkPad X300外还有12吋的X200，14吋的X400以及15吋的X500。
2008年8月18日，联想正式发布ThinkPad X300的继任者ThinkPad X301，ThinkPad X301采用了最新的Intel Core 2 Duo ULV超低电压版处理器SU9300(1.2 GHz)或SU9400(1.4 GHz)、SU9600(1.6 GHz)，拥有3MB的二级缓存，800MHz的前端总线，2GB的DDR3内存，可选配64GB/128GB的SSD固态硬盘，同时依然采用了13.3英寸的LED背光屏幕及130万一体化摄像头，并增加了DisplayPort高清接口，部分型号将内置GPS功能。联想表示X301的性能将比X300提高接近20%。

## 基本规格
ThinkPad X300最薄处为18.6毫米（0.73吋），最轻重量仅为1.33千克（2.93磅）。其CPU采用45nm制程支持vPro技术的英特尔酷睿2，硬盘使用SSD固态硬盘，最大支持4GB容量的内存，此外还有LED背光显示屏、7毫米超薄可拆卸内置DVD刻录光驱、Wi-Fi及WWAN等无线连接等技术。
详细规格如下（以ThinkPad X300 6476型号为例）：
| 部件       | 规格                                                                                 |
| ---------- | ------------------------------------------------------------------------------------ |
| CPU        | Intel Core 2 Duo SL7100（1.2 GHz, 4MB L2，800 MHz FSB）                              |
| 屏幕       | 13.3英寸 WXGA+ TFT（采用LED作为背光，显示分辨率：1440x900                            |
| GPU        | Intel GMA X3100（共享內存）                                                          |
| 内存       | 可选1-4GB PC2-5300 DDR2 SDRAM 667 MHz SO-DIMM                                        |
| 输入设备   | TrackPoint、触摸板、指纹识别、摄像头以及全尺寸键盘                                   |
| 硬盘       | 64GB 固态硬盘                                                                        |
| 光盘驱动器 | 7mm超薄DVD刻录机，可更换为托架3芯锂离子电池或减重模块                                |
| 个人网     | Bluetooth2.1+EDR、IrDA                                                               |
| 局域网     | Intel Wireless WiFi Link 4965AGN，支持802.11a/b/g/draft-n，Intel Pro/1000 千兆以太網 |
| 广域网     | 集成无线广域网：Verizon或AT&T                                                        |
| 电池       | 3芯或6芯锂离子电池，6芯电池配合托架3芯电池可连续工作10小时                           |

## 停产
2009年6月，联想发布了ThinkPad T400s型笔记本电脑，T400s及T410s系列兼具传统T系列的主流高性能配置和X系列的轻薄特性，抑制了X300/X301系列的市场。为了明确产品线划分，避免产品在市场上自相残杀，联想决定在2010年底之前停产X300/X301系列笔记本电脑。

## 评论

### 与MacBook Air的竞争
2008年1月15日，蘋果公司发布了号称为“世界上最薄的笔记本电脑”：MacBook Air。短短三天后，在1月18日的Gizmodo網站上就泄露了联想ThinkPad X300即将发布的消息。由于MacBook Air和ThinkPad X300在规格上比较接近：13.3英寸LED背光屏幕、约3磅的重量、使用（或选用）固态硬盘、价格相当（在MacBook Air选用SSD硬盘的情况下）。它们的定位都是超轻薄便携笔记本电脑。这样两个产品难免成为竞争对手，导致互联网上存在大量的对比评测文章。
2008年3月18日，联想在北京举行了ThinkPad X300在中国大陆地区的发布会。在发布现场，联想集团副总裁仪晓辉向观众介绍ThinkPad X300，提到其内建光驱，具有可更换可扩充电池，具有RJ-45以太网接口，被认为是暗讽苹果公司的MacBook Air，犯了不应该讥笑竞争对手的大忌。3月下旬开始，联想开始投放网页广告，“The no-compromise, ultraportable, 13.3" widescreen notebook with an optional integrated DVD drive and 3 USB ports, starting at just 2.9 lb. Everything else is just hot air.”又一次将MacBook Air放在了竞争对手的位置。

### 中美定价差别
联想在ThinkPad X300北京发布会当日公布了在中国大陆地区的官方建议零售价：
- 1GB内存，3芯电池，无DVD刻录机版本建议零售价人民币24999元；
- 2GB内存，6芯电池，内建DVD刻录机版本建议零售价34999元。

对比联想在美国市场的定价（与高配置版本的相当的面向美国市场的版本建议零售价约3000美元，以当时的汇率计算，该产品中美价差万元以上），消费者纷纷质疑联想的定价策略。对定价差异，联想集团董事长杨元庆表示：“好产品就应该有高价格，如果定价太便宜，用户可能会觉得产品不好”。但是这个解释产生了更多负面影响，消费者抱怨他们被联想当了软柿子。